# 대전경제통상진흥원

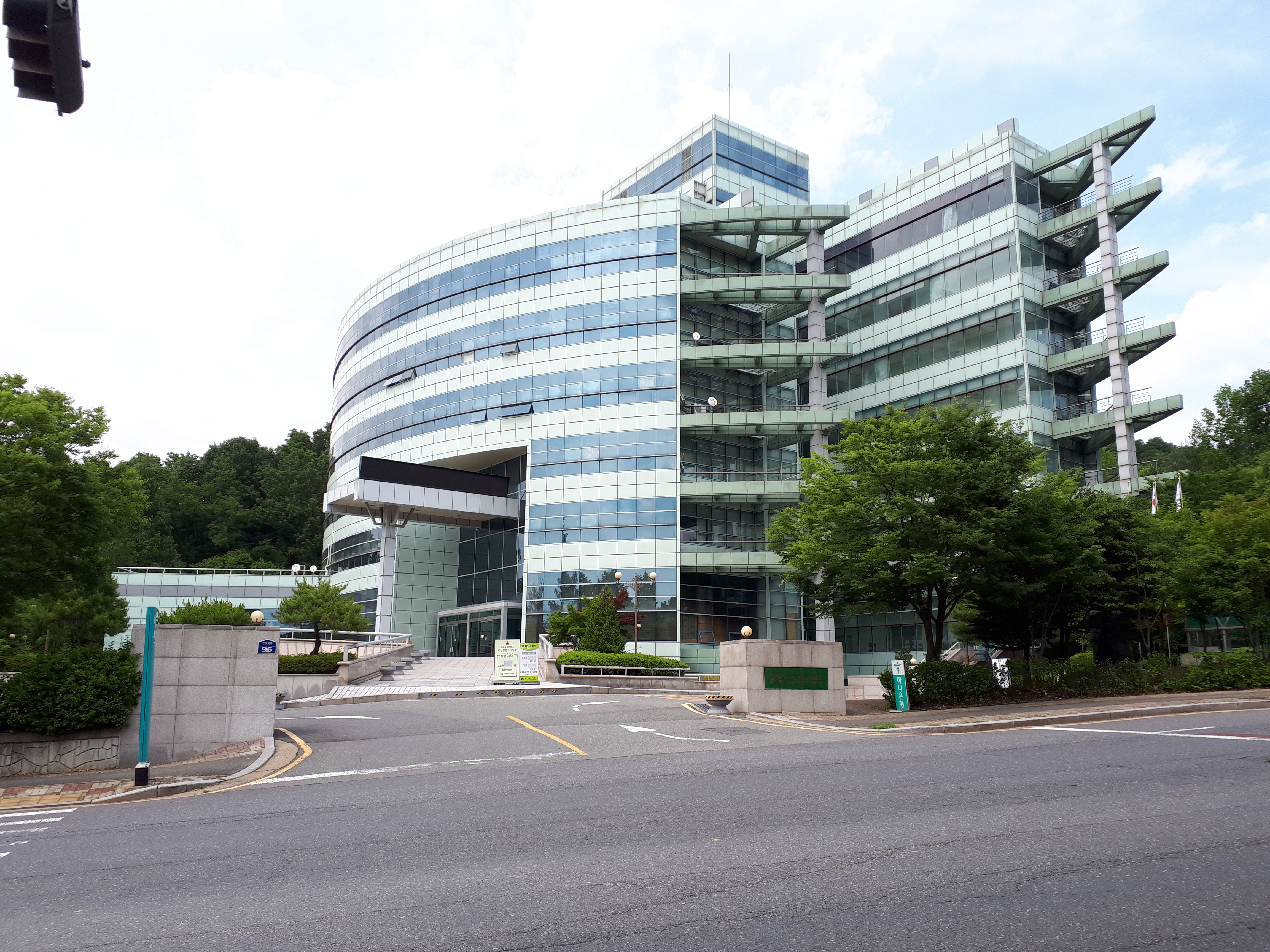
대전일자리경제진흥원

대전일자리경제진흥원(Daejeon Business Agency)은 대전광역시의 산업을 진흥하고 중소기업과 소상공인을 종합적이고 체계적으로 육성하여 중소기업의 경영여건 개선과 경쟁력강화에 기여하기 위해 설립된 대전광역시청 산하 재단법인이다. 대전광역시 유성구 가정북로 96 (장동 23-14)에 위치하고 있다.

## 설립 근거
- 대전일자리경제진흥원 조례

## 연혁
- 1995년 6월 20일 대전광역시 중소기업종합지원센터 법인설립 허가
- 1995년 7월 11일 대전광역시 중소기업종합지원센터 설립등기
- 1998년 10월 28일 대전광역시 중소기업종합지원센터 개관
- 1999년 2월 1일 벤처타운 다산관 개관
- 2001년 1월 18일 벤처타운 장영실관 개관
- 2006년 1월 1일 소상공인지원센터 수탁 (북부, 남부센터)
- 2010년 5월 18일 대전광역시 일자리지원센터 개소
- 2012년 3월 14일 대전경제통상진흥원으로 확대 개편[3]
- 2015년 7월 1일 일자리지원센터 - 청년인력관리센터(확대 개편)
- 2021년 4월 1일 대전경제통상진흥원 → 대전일자리경제진흥원(명칭변경)

## 조직

### 대전일자리경제진흥원장

#### 경영전략실
- 이사회 운영, 진흥원 규정관리, 경영평가, 예산편성, 인사업무, 전국중소기업지원센터 협의회 등

#### 일자리지원본부
- 일자리지원센터 : 일자리 사업기획 신규사업 발굴, 구인, 구직상담 및 취업알선 등 다양한 일자리사업 운영 등
- 청년취창업T/F팀 : 맞춤형 청년창업 생태계조성사업, 진흥원 및 벤처타운 운영 입주관리 등
- 청년지원팀 : 청년지원사업 발굴, 대전청년 내일(JOB)로 지원사업, 청년 마음건강 지원사업 등
- 중장년지원센터 : 중장년 일자리 지원시책 발굴, 중장년 전문가 연계 멘토링 지원 등

#### 서민경제지원본부
- 소상공인지원센터 : 영세자영업자 인건비 지원사업, 영세자영업자 고용,산재 보험료 지원사업 등
- 중소기업지원팀 : 투자조합 운영관리, 대전형 노사상생모델 좋은일터 조성사업, 중소기업 정책자금 추천 및 관리 등
- 인쇄소공인특화센터 : 소공인 비즈니스역량강화교육 및 디자인 역량강화 교육, 스마트 교육 등

#### 기업육성지원본부
- 창업지원팀 : 창업기업 마케팅 지원사업, 창의인재육성 특성화사업, 창업보육경쟁력사업 등
- 사업화지원팀 : 혁신성장기업 기술사업화종합지원사업, 생생기업 해커톤 캠프 사업, 글로벌강소기업육성사업 등
- 통상지원팀 : 수출혁신지원, 해외통상사무소 운영, 해외 비즈니스 상담회, 기업 맞춤형 마케팅지원 등

## 같이 보기
- 인천경제통상진흥원